# الشطار (فلم)
الشطار فيلم مصري من إنتاج عام 1993.

## القصة
(رشا الحضرى) نجمة السينما  والمطربة المعروفة في فيلتها بالمقطم وقد اتشحت بالسواد لمقتل زوجها (المقدم حسن البكرى)، وتعدل عن الانتحار لتقرر الهروب لكن سيارات الشرطة تحاصرها من كل مكان ليتم القبض عليها وتحقق معها النيابة بتهمة التخابر مع جهات أجنبية وتؤكد أن زوجها قتل ولم ينتحر كما ادعت الشرطة، وتشير بإصابع الأتهام إلى الشطار، وهم ثلاثة من المقاولين العتاولة الذين تخضمت ثواتهم من عمليات المقاولات المغشوشة ولكن قبل أن تفضحهم، تكون قد حكم عليها بالسجن المؤبد ومصادرة وممتلكاتها. في السجن تلتقى رشا بالصحفية (آمال نجم) التي سجنت لنقدها الصريح للأوضاع السياسية، وأنها تتناوب السجن مع زوجها الصحفى لتربية الأولاد، فتقص رشا قصة حياتها على الصحفية لتؤكد براءتها ولتفضح الشطار. عن طريق الفلاش تقول رشا إن اسمها الحقيقى (الباتعة السيد الخضرى) وإنها كانت فقيرة معدمة، خرجت من طنطا وعمرها 16 سنة لتعمل غازية مع الطبال عطا كباية في الموالد والأفراح الذي تزوجها ثم تقدم مع الطبال اتاوى للمعلم كحكوح تاجر المخدرات وصاحب الغرزة التي ترقص بها، يقرر (كحكوح) أن يطلق الباتعة من زوجها ويتزوجها بعد أن يمنعها من الرقص والغناء، لتعمل معه في الغرزة، ثم تستقبل مع زوجها مسئولين كبار بالدولة، أهمهم الدكتور، والذي يعجب بغنائها ورقصها فيتوسط لها للاعتماد بالإذاعة لتصبح مطربة مشهورة، ثم نجمة سينمائية وتحصل على الطلاق من كحكوح. تلتقى رشا بالمقدم حسن البكرى وتتزوجه لتنعم بالسعادة إلى أن يقتحم حياتهما المقاولون الثلاثة والذين رسا عليهم العطاء لإعادة بناء ثلاث مطارات مخربة منذ حرب 67 وكان المقدم حسن وسيطهم، وعندما اختلف معهم تخلصوا منه ثم لفقوا لرشا تهمة التجسس. قبيل ان تنشر الصحفية آمال هذه المذكرات يتخلص منها الشطار بقتلها في السجن. وبمناسبة انتصارات أكتوبر يتم الإفراج عن رشا، لتتقدم بإعادة فتح ملف حسن البكرى وتدعم أقوالها بالمستندات ولكن المسئول الحكومى الكبير الذي يحمى الشطار يحصل على ملف المستندات ويستدرج رشا ليتخلص منها للأبد.. ولكن قبل أن يقتلها يصل رجال الشرطة ومعهم وكيل النيابة النزيه لإنقاذها في آخر لحظة..

## الممثلين والشخصيات
| الممثل          | الشخصية                                   |
| --------------- | ----------------------------------------- |
| نادية الجندي    | الباتعه السيد الخضري / مدام رشا الخضري    |
| كمال الشناوي    | المعلم جحجوح                              |
| فاروق الفيشاوي  | حازم عبد الله / وكيل النيابة نزيه         |
| محمد مختار      | مقدم/ حسن سلطان البكري                    |
| سعيد عبد الغني  | مسؤول أمن دولة                            |
| محمود الجندي    | مقدم/ سعد الدين سلومه                     |
| وحيد سيف        | ياقوت الصايغ/ المؤلف والمخرج              |
| يوسف فوزي       | يوسف أبو نصير / مقاول الشطار              |
| حمدي الوزير     | شرقاوي بيه / مسؤول فرفشة الشطار           |
| أحمد عقل        | عبد الجبار محمد عبد الجبار - مقاول الشطار |
| خليل مرسي       | إبراهيم مختار السويفى / مقاول الشطار      |
| ألفت إمام       | الصحفية آمال نجم                          |
| صبري عبد المنعم | الصحفى رأفت - زوج آمال نجم                |
| حسن حسين        | عبد العال - مدير الإذاعة                  |
| محمد توفيق      | رئيس النيابة                              |
| ثريا عز الدين   | سجانة                                     |
| محمد مندور      | مأمور السجن                               |
| فؤاد فرغلي      | أمين محتاج - متعهد الحفلات اللبنانى       |

## وصلات خارجية
- مقالات تستعمل روابط فنية بلا صلة مع ويكي بيانات